# السفارة السعودية في أوكرانيا
سفارة المملكة العربية السعودية في أوكرانيا، هي بعثة دبلوماسية سعودية تقع في العاصمة الأوكرانية كييف ويترأس البعثة سفير خادم الحرمين الشريفين محمد بن سليمان المسهر الجبرين.

## وصلات خارجية
- موقع سفارة المملكة العربية السعودية السعودية في أوكرانيا
- (بالعربية) وزارة الخارجية السعودية
- (بالإنجليزية) Ministry of Foreign Affairs of Kingdom of Saudi Arabia